# Cyrus Longworth Lundell
Cyrus Longworth Lundell, född den 5 november 1907, död den 28 mars 1994, var en amerikansk botaniker. 
Lundell var mycket intresserad av Mayakulturen liksom av arkeologi och botanik. Hösten 1931 studerade och samlade han floran i södra Campeche, på morgonen den 29 december upptäckte Lundell och hans assistent mayastaden Calakmul när de banade sin väg genom djungeln. Mellan 1931 och 1933 upptäckte han 16 antika städer samt utforskade ett stort antal mayastäder. Under de följande elva åren ledde han botaniska expeditioner till Guatemala, Mexiko och Brittiska Honduras för Carnegie Institution of Washington och University of Michigan där han studerade floran och undersökte Mayakulturens fall. Tillsammans med sin hustru fann Lundell omkring 450 guatemalanska växter. Under sina studier av miljön i Mayaområdet fann han likheter med den i sin barndoms Texas, vilket fick honom att börja arbeta med att rädda prärierna i norra Texas. Han upptäckte och namngav över 2 000 växtarter med ursprung i Texas.
Auktorsnamnet Lundell kan användas för Cyrus Longworth Lundell i samband med ett vetenskapligt namn inom botaniken; se Wikipediaartiklar som länkar till auktorsnamnet.